# Focke-Wulf Fw 191
Le Focke-Wulf Fw 191 est un prototype de bombardier allemand de la Seconde Guerre mondiale. Il s'agissait de la réponse de la société Focke-Wulf au concours lancé dans le cadre du projet Bomber-B (en) (« Bomber-B-Programm ») visant à mettre au point un bombardier moyen moderne. Il était prévu de produire deux versions de l'appareil : l'une était une version bimoteur faisant appel au Junkers Jumo 222, et l'autre était une variante quadrimoteur qui aurait utilisé des moteurs plus petits, les Daimler-Benz DB 605. Le projet fut finalement abandonné du fait des difficultés techniques rencontrées avec les moteurs. 